# ディオゲネス (アポロニア)
アポロニアのディオゲネス（希: Διογένης ο Απολλωνιάτης、羅: Diogenes Apolloniates、英: Diogenes of Apollonia、紀元前460年頃）は、古代ギリシアの自然哲学者。黒海に面したトラキアのミレトス人植民地アポロニア（現ソゾポル）の出身。

## 概要
ディオゲネスはドーリア人ではあったが、「physiologi（自然科学哲学者）」なら誰でも使うイオニア方言で執筆した。何度かアテナイに住んだこともあって、そこでディオゲネスは嫌われて（おそらくその無神論的見解からだと思われる）、命の危険にさらされていたと言われている。

## 思想
アリストパネスの『雲』の中では、ディオゲネスの見解がソクラテスの見解に変えられている。アナクシメネスのように、ディオゲネスも万物の根源は空気で、その他のすべての物質は、濃縮化と希薄化によって派生したものだと信じていた。ディオゲネスは、アナクシメネスの教義をさらに推し進め、空気は高い知能を持っていると主張した。「空気は彼の心中をかき回し、ヒントを与えただけでなく、こう教えた。空気は万物の根源として、必然的に永遠不滅の構成要素であり、また、魂として、必然的に意識に宿っていると」。もっとも実際には、ディオゲネスは古いイオニア学派に属していて、その学派の教義を同時代のアナクサゴラスの理論によっていくぶん修正し、二元論は回避した。
『De natura』はディオゲネスの最も重要な著作として広く認知されていて、その中の断章が相当量、現在でも残っている（主にシンプリキオス（en:Simplicius of Cilicia）の著作の中に）。

### 関連文献
- 納富信留『ギリシア哲学史』「第15章 アポロニアのディオゲネス 自然一元論の復活」 筑摩書房、2021年。ISBN 978-4-480-84752-2